# Dayton Callie
Dayton Callie (Newark, Nueva Jersey, 1946) es un actor estadounidense, conocido por interpretar a Charlie Utter en HBO Deadwood, exjefe de policía Wayne Unser en Sons of Anarchy y Jeremiah Otto en AMC Fear the Walking Dead. También ha expresado a Whitaker en Left 4 Dead 2 de Valve, apareció en Halloween II y tuvo pequeños papeles en episodios de The Unit y Seinfeld. También estuvo en dos episodios de la serie de corta duración de NBC The Cape como el alcalde, y tuvo un arco de tres episodios en CSI .

## Vida personal
Callie es un veterano naval que sirvió durante la Guerra de Vietnam.

## Filmografía

### Películas
| Año  | Título                                           | Rol                      | Notas            |
| ---- | ------------------------------------------------ | ------------------------ | ---------------- |
| 1984 | Preppies                                         | Bailarín                 |                  |
| 1989 | Alien Space Avenger                              | veterinario de la marina | No Acreditado    |
| 1990 | Going Under                                      | General Confusion        |                  |
| 1995 | The Last Word                                    | Encee                    |                  |
| 1995 | To Wong Foo, Thanks for Everything! Julie Newmar | Loco Elijah              |                  |
| 1996 | The Last Days of Frankie the Fly                 | Vic                      | también escritor |
| 1997 | Volcano                                          | Roger Lapher             |                  |
| 1997 | Lesser Prophets                                  | Bernie                   |                  |
| 1997 | Traición de patriotas                            | Bela                     | también escritor |
| 2001 | Boss of Bosses                                   | Aniello Dellacroce       |                  |
| 2002 | Derailed                                         | Lars                     |                  |
| 2002 | Undisputed                                       | Yank Lewis               |                  |
| 2002 | Turn of Faith                                    | Patty Murphy             |                  |
| 2003 | Ash Tuesday                                      | Uncle Louie              |                  |
| 2005 | Break a Leg                                      | Saul Rubin               |                  |
| 2007 | 7-10 Split                                       | Sr. Baxter               |                  |
| 2007 | The Pink Conspiracy                              | Beaver                   |                  |
| 2007 | The Final Season                                 | Sr. Stewart              |                  |
| 2008 | New Orleans, Mon Amour                           | Utterman                 |                  |
| 2009 | Halloween II                                     | Coroner Hooks            |                  |
| 2011 | Few Options                                      | Warden Winslow           |                  |
| 2012 | The Devil's Carnival                             | Boletero                 |                  |
| 2012 | The Motel Life                                   | Tio Gary                 |                  |
| 2015 | Alleluia! The Devil's Carnival                   | Boletero                 |                  |
| 2016 | Abattoir                                         | Jebediah Crone           |                  |
| 2018 | City of Lies                                     | Teniente O'Shea          |                  |

### Televisión
| Año       | Título                                            | Rol                      | Notas                                                          |
| --------- | ------------------------------------------------- | ------------------------ | -------------------------------------------------------------- |
| 1987      | Kate & Allie                                      | Cliente #2               | Episodio: "The Nightmare Before Christmas"                     |
| 1987      | At Mother's Request                               | Citipostal Worker        | película para TV                                               |
| 1989      | Valerie's Family                                  | Ordenador                | Episodio: "License to Drive"                                   |
| 1989      | Adam-12                                           | Dueño del bar            | Episodio: "Going Home"                                         |
| 1990      | Beauty and the Beast                              | Sicario                  | Episodio: "Invictus"                                           |
| 1990      | Falcon Crest                                      | Hombre #1                | Episodio: "Finding Lauren"                                     |
| 1990      | Growing Pains                                     | Otis                     | Episodio: "Midnight Cowboy"                                    |
| 1990      | DEA                                               | Cord                     | Episodio: "Bloodsport"                                         |
| 1990      | Law & Order                                       | Monaghan                 | Episodio: "Poison Ivy"                                         |
| 1990      | Return to Green Acres                             | Conductor de excavadora  | película para TV                                               |
| 1991      | Gabriel's Fire                                    | Oficial uniformado       | Episodio: "Belly of the Beast"                                 |
| 1992      | Room for Two                                      | no acreditado            | Episodio: "My Right Foot"                                      |
| 1992      | Reasonable Doubts                                 | Sergio                   | Episodio: "Moment of Doubt"                                    |
| 1993      | Murphy Brown                                      | Guardia de Seguridad     | Episodio: "Bump in the Night"                                  |
| 1994      | La Nana                                           | El Sargento              | Episodio: "The Nanny Napper"                                   |
| 1995      | Ed McBain's 87th Precinct: Lightning              | Monroe                   | película para TV                                               |
| 1995      | Tyson                                             | Escritor de deportes #1  | película para TV                                               |
| 1995      | Body Language                                     | Frank DeMarco            | película para TV                                               |
| 1995      | VR.5                                              | no acreditado            | Episodio: "Escape"                                             |
| 1995      | Deadly Games                                      | Policía                  | Episodio: "Motivational Speaker"                               |
| 1995      | NYPD Blue                                         | Larry Sinks              | Episodio: "A Murder with Teeth in It"                          |
| 1997      | Ellen                                             | El padre del hijo gay    | Episodio: "Hello Muddah, Hello Faddah"                         |
| 1997      | Profiler                                          | no acreditado            | Episodio: "Power Corrupts"                                     |
| 1997      | Michael Hayes                                     | no acreditado            | Episodio: "Retribution"                                        |
| 1998      | Seinfeld                                          | Cabbie                   | Episodio: "The Puerto Rican Day"                               |
| 1998      | Buddy Faro                                        | Tommy Fusco              | Episodio: "Pilot"                                              |
| 1998      | The Tony Danza Show                               | T̪ío Lou                  | Episodio: "A Christmas Story"                                  |
| 1998      | Vengeance Unlimited                               | Chuck Bidally            | 2 episodios                                                    |
| 1999      | NYPD Blue                                         | Gary Zancanelli          | Episodio: "Show and Tell"                                      |
| 1999      | It's Like, You Know...                            | Convicto #2              | Episode: "The Conversation"                                    |
| 2000      | Becker                                            | Leo Arnold               | Episodio: "One Angry Man"                                      |
| 2000      | The Practice                                      | Francis Lupino           | Episodio: "The Deal"                                           |
| 2001      | Cover Me: Based on the True Life of an FBI Family | Ed Linson                | Episodio: "Vegas Mother's Day: Part 2"                         |
| 2001      | Roswell                                           | Joey Firrini             | 2 episodios                                                    |
| 2001      | Boss of Bosses                                    | Neil Dellacroce          | película para TV                                               |
| 2002      | Touched by an Angel                               | Rocco                    | Episodio: "Forever Young"                                      |
| 2002      | Port Charles                                      | Landlord                 | 2 episodios                                                    |
| 2002      | The Jamie Kennedy Experiment                      | Tony-Florist             | Episodio: "Flower Shop"                                        |
| 2002      | Women vs. Men                                     | Pizza Hombre             | Película para TV                                               |
| 2002      | Nancy Drew                                        | Policía de escritorio #1 | película para TV                                               |
| 2003      | L.A. Dragnet                                      | Peter Carey              | Episodio: "The Brass Ring"                                     |
| 2003      | CSI: Miami                                        | Adams-Parole Officer     | Episodio: "Grave Young Men"                                    |
| 2003      | Judging Amy                                       | Officer Curtis           | Episodio: "CSO: Hartford"                                      |
| 2004–2006 | Deadwood                                          | Charlie Utter            | 33 episodios                                                   |
| 2006      | The Closer                                        | Martin DeLuca            | Episodio: "Overkill"                                           |
| 2006–2007 | CSI: Crime Scene Investigation                    | Ernie Dell               | 3 episodes                                                     |
| 2007      | John from Cincinnati                              | Steady Freddie Lopez     | 9 episodios                                                    |
| 2007      | K-Ville                                           | Angelo Dante             | Episodio: "Boulet in a China Shop"                             |
| 2008–2014 | Sons of Anarchy                                   | Wayne Unser              | 80 episodios                                                   |
| 2009      | The Unit                                          | Middle Aged Man          | Episode: "The Last Nazi"                                       |
| 2009      | In Plain Sight                                    |                          | Episode: "Who's Bugging Mary?"                                 |
| 2011      | The Cape                                          | Mayor Stewart Welkins    | 2 episodios                                                    |
| 2012      | The Booth at the End                              | Jack                     | 5 episodios                                                    |
| 2013      | Archer                                            | Veterinario (voz)        | Episodio: "Coyote Lovely"                                      |
| 2014      | Law & Order: Special Victims Unit                 | Judge Dolan              | Episodio: "Jersey Breakdown"                                   |
| 2016–2017 | Fear the Walking Dead                             | Jeremiah Otto            | Invitado (Temporada 2) Rol Principal (Temporada 3) 8 episodios |
| 2019      | Deadwood: The Movie                               | Charlie Utter            | película para TV                                               |

### Videojuegos
| Año  | Título        | Voz                        |
| ---- | ------------- | -------------------------- |
| 2009 | Left 4 Dead 2 | Whitaker Voces adicionales |

## Premios y nominaciones
| Año  | Asociación                 | Categoría                                                              | Trabajo nominado | Resultado |
| ---- | -------------------------- | ---------------------------------------------------------------------- | ---------------- | --------- |
| 2007 | Screen Actors Guild Awards | Premio del Sindicato de Actores al mejor reparto de televisión - Drama | Deadwood         | nominado  |